# مركز التكوين المهني والتمهين هواري بومدين سيدي علي
مركز التكوين المهني والتمهين هواري بومدين سيدي علي

## نبذة تاريخية عن المركز
أنشأ مركز التكوين المهني والتمهين - هواري بومدين بسيدي علي - بمقتضى المرسوم التنفيذي رقم 571/38 المؤرخ في 15 أكتوبر 1983. وسمي على اسم الرئيس الراحل هواري بومدين، يقع المركز بحي كاسطور وهو يتربع على مساحة 03 هكتار تقريبا منها أكثر من هكتار مبنية وتشمل هياكل الورشات والقاعات للتدريس ومطبخ والداخلية.
يؤطر المركز 34 عاملا منهم 21 عاملا من مختلف الأصناف والرتب. و 18 أستاذ يتوزعون على التخصصات الإقامي والتمهين.

## منظومة التكوين داخل المركز
تتكون منظومة التكوين المهني والتمهين داخل المركز من منظومات فرعية هي:

### القسم البيداغوجي
توكل له مهمة المصاحبة والتأطير والتتبع الميداني للمكون والمتكون على حد سواء وينقسم إلى عدة مصالح منها:

#### مصلحة التكوين الإقامي
تشرف على المتابعة التقنية والبيداغوجية للأساتذة والمتربصين وتنظيم الامتحانات والاجتماعات مع الأساتذة والتنسيق كما توجد يسير العديد من التخصصات وتوضع المصلحة تحت إشراف المساعد التربوي البيداغوجي وتتابع المصلحة 16 أستاذ منهم أستاذين متخصصين في التكوين والتعليم المهنيين. يشرف عليها حاليا النائب التقني والبيداغوجي السيد معمري محمد

#### مصلحة التكوين التمهيني
تقترب في شكلها من مصلحة التكوين الاقامي إضافة إلى بعض الخصوصية في مجال تكوين المتمهنين في الوسط المهني تشرف على متابعة المتهنين في الوسط المهني ومتابعتهم تقنيا من خلال مجموعة من الاساتذة، يشرف على المصلحة حاليا النائب التقني والبيداغوجي السيدة حلام

#### مصلحة الصيانة
مصلحة تهتم بصيانة الأجهزة البيداغوجية التقنية المستعملة كوسائل للتدريس، تشرف بشكل دوري على فحص الأجهزة وترتيبها وصيانتها، يشرف على المصلحة السيد النائب التقني والبيداغوجي للصيانة:

#### الحراسة العامة
يشرف على تسييرها مساعد التكوين والذي يعتبر عنصرا فعالا في تنظيم المتربصين والنشاطات الثقافية. كما يسهر على السير الحسن والتنظيم البيداغوجي والإداري ونظافة المركز والانضباط داخل القسم ووسيط بين الأستاذ والمتربصين في مراقبة غيابات وحضور المتربصين، وربط العلاقة الخارجية في التنظيم الثقافي والرياضي.
يشرف على المصلحة السيد يحي شريف.

#### مكتب الاستقبال والإعلام والتوجيه
يعمل على استقبال وتوجيه وإرشاد الطلبة الذين لم يسعفهم الحظ في إتمام دراستهم في القطاع التربوي أو لم يلتحقوا قط أو يحبون ممارسة الأعمال الحرفية، يشرف عليه مستشار التوجيه والتقيم، كما يستفيذ المكتب من مجموعة التجهيزات المكتبية الموصولة بالشبكة العنكبوتية، ذلك بمساعدة مساعدين ومتمهنين.
يكمن دور مستشار التوجيه والتقييم المهني في تصنيف المرشحين للتكوين المهني على مستوى الإقليم الذي يغطيه المركز كما يشرف على تقويم مستوى الإدماج المهني بالتنسيق مع عالم الشغل من خلال المتابعة الفعالة. 
كما يهدف إلى ضمان أحسن تكفل بطالبي التكوين (إعلام الجمهور عامة والشباب خاصة حول مختلف فرص التكوين المتاحة). يشرف على مكتب الاستقبال الإعلام والتوجيه مستشار التوجيه، التقييم والإدماج المهنيين ويعمل على ضمان السير الحسن والتكفل الجيد بالجمهور من خلال المهام الموكلة له والمتمثلة فيما يلي:
- استقبال وإعلام الجمهور بأنماط وعروض التكوين،
- تسجيل طالبي التكوين،
- إعداد وتطبيق البرنامج الإعلامي،
- التحضير التقني لأيام توجيه وانتقاء المترشحين لمتابعة تكوين مهني،
- مرافقة المتربص أثناء فترة التكوين.

ملف التسجيل:
يتضمن ملف التسجيل الوثائق التالية:
- شهادة الميلاد،
- نسخة مصادق عليها من الشهادة المدرسية،
- 04 صور شمسية،
- ظرفين بريديين،
- حقوق التسجيل.

طريقة التسجيل: 
تتم التسجيلات على مستوى مكتب الاستقبال، الإعلام والتوجيه من طرف مستشار التوجيه والتقييم والإدماج المهنيين الذي يسلم لكل مترشح مسجل الوثائق التالية:
- وصل إيداع الملف، يحمل اسمه ولقبه، رقم وتاريخ تسجيله،
- استدعاء لمقابلة مستشار التوجيه والتقييم والإدماج المهنيين

يشرف على المصلحة السيد فيطاس أحمد

#### ورشات التكوين
يحتوي مركز التكوين *هواري بومدين على 31 قاعة بيداغوجية منها 09 ورشات وقاعة متخصصة وقاعة متعددة الخدمات.
من بينها:
- ثلاث قاعات مزودة بأجهزة الإعلام الآلي متوسطة النوعية.
- قاعة للإعلام الآلي مرتبطة بالانترنت.
- ورشة مزودة بأجهزة حديثة في ميكانيك السيارات
- ورشة تلحيم
- ورشة لترصيص الصحي

### الإدارة
تنقسم الإدارة إلى مصالح فرعية منها:

#### المديرية
المدير المسؤول الأول في التسيير والتنظيم كمراقب لكافة المصالح من مهامه: الإشراف على كل النشاطات الداخلية والخارجية، توجيه المرؤوسين لإنجاح الأهداف المسطرة للمركز، التوعية الدائمة للمرؤوسين، التسيير الإداري، المالي، التقني والتربوي، المراقبة لكل مكونات المركز، البشرية منها والمادية.
| رقم | مدير الركز          | الفترة                                   |
| --- | ------------------- | ---------------------------------------- |
| 1   | دلة محمد            | (لا يوجد معلومات)                        |
| 2   | بن دحمان حميد       | (لا يوجد معلومات)                        |
| 3   | لعريش أحمد          | (لا يوجد معلومات)                        |
| 4   | بلبشير محمد         | (لا يوجد معلومات)                        |
| 5   | بكوش م              | (لا يوجد معلومات)                        |
| 6   | بسلطان الجيلالي     | (لا يوجد معلومات)                        |
| 7   | حمداد نابي          | من 2003 إلى 2012                         |
| 8   | فلوحي أحمد          | مدير مؤقت من جانفي 2013 إلى شهر ماي 2013 |
| 9   | بن طيفور عبد اللطيف | من شهر ماي 2013 إلى شهر اوت 2013         |
| 10  | بوجمعة غنيم         | من شهر اوت 2013 إلى 31 ديسمبر 2015       |
| 11  | لزرقي الحبيب        | مدير مؤقت من 11 جانفي إلى نوفمبر 2016    |
| 12  | لزرقي الحبيب        | مدير مثبت من نوفمبر 2016                 |

#### المقتصد (المحاسب)
يشرف في مراقبة العمال ويهتم بمداخل ومصاريف المالية للمركز، تسيير وتخزين وصيانة ممتلكات المركز والحرص على المعاملات المالية المقررة في الميزانية. تسيير ميزانية المركز طبق القوانين المنصوص عليها. تحضير الاحتياجات وضبط الوضعيات المالية المرحلية (الثلاثية، السداسية أو السنوية)
مقتصد المركز حاليا هو السيد فلوحي أحمد

### أمانة المديرية أو السكرتارية
وظيفتها تأمين النظام وحفظ الرسائل وأسرار المديرية، والمساعدة في المهامات الإدارية (مع المدير والمقتصد).واستقبال وتسجيل البريد الوارد والمكالمات والتكفل بإرسال وتسجيل البريد الصادر.

### مصلحة المستخدمين
تشرف المصلحة على استخراج والتكفل بالوثائق الخاصة بالاساتذة والعمال من مقررات وشهادات وعمل وغيرها من الشهادات كما تسهر على حساب اجور العمال. يعمل في المصلحة الآن السيد شاشور.

### الحراسة (أمن المؤسسة)
يناوب على حراسة المؤسسة والسهر على أمنها مجموعة من الحراس.

### المخزن
المخزن يحتوي على مواد وعتاد المؤسسة ومستلزمات التدريس، يشرف على تسيير المخزن حاليا السيد بوبكر وقد خلف السيد يخو محمد الذي انتدب في بلدية سيدي علي بعد فوز حزبه في انتخابات 2012. 

### المطعم
يقدم المطعم وجبات غذائية ساخنة ومتنوعة للمتربصين على مدار الأسبوع.وتقدر طاقة الاستيعاب للمطعم ب 120 وجبة في اليوم

### الإيواء (الداخلية)
يحتوي المركز على داخلية بطاقة استيعاب تقدر ب 300 سرير.

### المكتبة
تتسع إلى 25 قارئ وتحتوي على 3 000 كتاب في شتى التخصصات، مربوطة بشبكة العنكبوتية متوسطة التدفق.

### النادي
مجهز بمختلف اللوازم والحاجيات الضرورية لراحة المتربص والمكون على حد سواء.

### الملعب
يستفيد منه متربصو وعمال المركز، مهيئ بطريقة ممتازة.

### الفرع النقابي (الاتحاد العام للعمال الجزائريين)
تأسس الفرع النقابي للمركز في شهر جوان سنة 2011 بعد تراكم المشاكل بين عمال ومدير المركز السيد حمداد نابي، وبعد اضراب عام شل جميع مصالح المركز اضطرت مديرية التكوين المهني لولاية مستغانم لتحويل المدير إلى مركز آخر خارج الولاية بعد رفض جميع مراكز الولاية استقباله وتم بعد ذلك تنصيب مدير جديد في شهر ماي 2013.

## الفروع المتوفرة حاليا بالمركز

### مستغل المعلوماتية
يمكن لجميع الشباب المتحصلين على المستوى الثاني ثانوي (فما فوق) في كل الشعب التسجيل في اختصاص مستغل المعلوماتية / المستوى الرابع / شهادة الإجازة تقني، مع العلم أنه في السنوات الماضية كان يشترط على المسجل المستوى الثانية ثانوي فما فوق في الشعب العلمية والتقنية فقط. يحتوي المركز على قاعة متخصصة في الاعلام الالي مزودة باحسن الأجهزة موصولة بشبكة الإنترنت متوسطة التدفق.
- مدة التكوين: سنتين.
- المزايا: إمكانية الحصول على منصب في الوظيفة العمومية بدرجة.8

المقاييس المدرسة:
- السداسي الأول: عموميات رياضية في الاعلام الالي،هندسة الحاسوب، اتصال عن بعد، تثبيت عتاد الحاسوب، فرنسية، إنجليزية.
- السداسي الثاني: معالج النصوص، المجدول جداول ممتدة، تثبيت البرمجيات، صيانة أجهزة الاعلام الالي، فرنسية، إنجليزية.
- السداسي الثالث: معالج قاعدة البيانات، ادارة الشبكة، نظافة وامن.
- السداسي الرابع: إنترنت، تسيير المؤسسة، تقريرنهاية التربص

### فرع تقني سامي في الاعلام الالي
- تعريف التخصص: يدير أنظمة تسيير الأنظمة والشبكات بالمؤسسات مع ضمان التماسك النوعية والأمن
- ميدان النشاط: جميع ميادين النشاطات المستعملة لأجهزة الحاسوب لمعالجة معطياتها.
- توصيف الوظيفة:

- يشارك في تنصيب الشبكات وادارتها 
- ينشئ قواعد معطيات مترابطة مع مدير النظام ورؤساء المشاريع المعنية
- يدير ويحمي البرنامج
- يضع تحت الاستغلال أنظمة المعطيات
- مدة التكوين: 30 شهر (سنتين تكوين+6 أشهر تربص تطبيقي)
- التوقيت: تكوين إقامي طول أيام الأسبوع ماعدا الجمعة والسبت
- إمكانية الإقامة الداخلية

المستوى الدراسي المطلوب: 3 ثانوي (الأولوية للشعب العلمية) فما فوق 
التأطير: أساتذة جامعيون- -مهندسين - أساتذة ذوي خبرة

#### برنامج التكوين Programme de formation
1. خوارزميات Algorithmiques.
2. لغة باسكال Pascal
3. برنامج التطور دالفي Delphi.
4. بنية الآلة Structure Machine.
5. الاستغلال المكتبي وانظمة التشغيل Système d'exploitation.
6. شبكات Réseau
7. تسيير المؤسسة gestion d'entreprise
8. البحث العملياتي Recherche opérationnelle.
9. تقنيات التعبير Techniques d'expression.
10. انغليزية Anglais.

### فرع ميكانيك السيارات
يعاني المركز من اقبال منعدم في هذا الفرع رغم وجود ورشة متخصصة مزودة باحدث الأجهزة في هذا المجال واستاذين متخصصين في الميكانيك أحدهما برتبة أستاذ متخصص درجة 1، رغم ذلك لا يوجد اقبال على الفرع ربما هذا راجع إلى طبيعة المنطقة وقلة الوظائف في هذا الاختصاص.

## مراحل تطور المركز

### مرحلة ماقبل 1983
كان التكوين في هذه المرحلة بدائيا ولم يبرز بالشكل الذي يمكن مقارنته بما هو عليه الآن وكان يقتصر على بعض الحرف لعل أهمها البناء والخياطة وهو ما كان يترافق بمتطلبات السوق في ذلك الوقت، لم يكن منظما على شاكلة التعليم واعتمد على تجهيزات غالبا ما تكون ذات صفة بدائية كآلة الخياطة وبعض أدوات البناء التقليدية، تمويله كان بسيطا لا يتعدى أجور العمال وتجدر الإشارة إلى أن التكوين لم يكن مهيكلا إلا بعد سنة 1974، وكان التمويل يتم بصفة غير مباشرة عن طريق برامج خاصة لمكافحة البطالة أو برامج محلية. 
كان مقر المركز الملحق لولاية مستغانم حينها يبعد حوالي كيلومترين عن مركز مدينة سيدي علي بمنطقة تسمى شواشي بسيدي علي (غرب دائرة سيدي علي) والذي تخصص في البناء فقط. 
بينها كان تخصص الخياطة في وسط المدينة والذي أصبح فيما بعد سوق مغطاة.
واصل الملحقان في تقديم خدمات في مجال التدريب المهني عن طريق أنشطة مختلفة وبرامج متنوعة إلى غاية افتتاح المركز الحالي سنة 1983.

### مرحلة من 1983 إلى 1999
هنا شهد التكوين تحسنا ملحوظا داخل دائرة سيدي علي حيث تم إنشاء مركز التكوين المهني الحالي سنة 1983، حيث تم فتحه عل يد الرئيس الراحل (شادلي بن جديد) وتمت توسعته فيما بعد إلى 3 هكتارات تقريبا. 
في هذه المرحلة حقق المركز في فترات مختلفة بعض النجاح والتطور، لاسيما في مجال التخصصات التطبيقية وقد بلغت المؤشرات الكمية المتعلقة بالتكوين درجات متقدمة في أواخر التسعينات وبداية الألفية خاصة بعد ظهور الإعلام الآلي كتخصص جديد، ورغم الفترة العصيبة التي كانت تمر بها البلاد في تلك الفترة.
ومن ناحية النتائج تخرج العديد من المتربصين الذين أصبحوا مكونين، أو عمال أو حتى مسؤولين في شركات، ولدى بحثنا في أرشيف المؤسسة تصادفنا بالكثير منهم وحاولنا الاتصال بأول خريج من المركز واسمه الكامل «بلقاسم لخضر» من مواليد 1963 وبعد محاولات بحثنا العديدة تمكنا من الوصول اليه عند أحد المقاولين بمكان عمله ويمكنكم الإطلاع على الحوار الذي دار بيننا على القرص المضغوط. 

### المرحلة الثالثة من 1999الى يومنا هذا
وهنا عرف المركز تطورا نوعيا حيث تم توظيف عدد هام من الاساتذة والعمال في مختلف التخصصات بالإضافة إلى العناية بالجانب البسيكولوجي إذ تم توظيف مستشار التوجيه مما اعطى دفعا بسيكولوجيا اضافيا إلى المتربصيين وإلى التكوين بشكل عام.

## تطور المركز من حيث الإنجازات (الهياكل)
الملاحظ أن المركز شهد توسعا من خلال عدة إنجازات نذكر منها إنشاء داخلية جديدة تحتوي على 60 سرير بدلا من الداخلية القديمة التي كانت تحتوي على 25 سرير فقط
- المكتبة: تم إنجازها في نفس الفترة التي أنجزت فيها الداخلية والنادي تتسع إلى 25 قارئ وتحتوي على 3000 كتاب في شتى التخصصات، مربوطة بشبكة العنكبوتية متوسطة التدفق.
- النادي: تم إنجاز النادي وتجهيزه بمختلف اللوازم والحاجيات الضرورية لراحة المتربص والمكون على حد سواء وقد لقي افتتاح النادي استحسانا من الجميع.
- الملعب: بدوره انجز الملعب على شكل لائق حيث استفاد منه متربصو وعمال المركز بشكل جيد بالنظر إلى الملعب القديم الذي كان مكان الداخلية حاليا ولسيت به أي تهيئة.

والملاحظ أيضا بالمقارنة مع السنوات الأولى 2005 أن المركز كان في حاجة ما الي تعبيد طرقاته وتم ذلك ابتداء من سنة 2005 وهو حاليا علي أحسن تهيئة.
تطور المركز من حيث التجهيز:
نشير إلى أن تجهيز المركز أضحى بارزا وذلك في العشرية الأخيرة حيث تم تجديد ورشات عديدة باجهزة حديثة ومتطورة نذكر منها الفروع التالية:
- فرع ميكانيك السيارات: تم استحداث هذا الفرع بأجهزة وعتاد جد متطور وذلك بانتقاء أجهزة SCANNEUR ومحركات سيارات مختلفة منها PEUGEOT 205 وأجهزة متنوعة بمختلف ملحقاتها.
- فرع الإع لام الآلي: هو الأخير تم تدعيمه باجهزة حواسيب ذات سعة كبيرة ونوعية رفيعة وشاشا ت مسطحة وآلات طابعة وجهاز عرض فيديو.
- فرع كهرباء المعمارية: تم استبدال الأجهزة القديمة بأخرى جديدة تلبي متطلبات التكوين العصري والفعال
- الخياطة: استحدث فرع الخياطة بآلات خياطة تعمل على الكهرباء مما

رفع تكوين المتربصات وذلك بشهادة أستاذة الفرع.

## تطور الموارد البشرية
ومن نتائج التحولات الاقتصادية والثورة التكنولوجية بروز الموارد البشرية كعنصر محوري في التنمية وفي احتلال المواقع الفاعلة في الاقتصاد المعولم وكسب رهان المنافسة العالمية الضارية التي تحركها المصلحة. 
وقد شرع المركز مؤخرا في تجديد موارده البشرية بعدما كان يعاني عجزا كبيرا سواء من حيث التأطيير أو من حيث التسيير (وهو الملاحظ بشكل واضح في المنحنى البياني) فالموارد البشرية قادرة على منح المؤسسة الميزات التفاضلية التي تجعلها تحتل المراكز المتقدمة تنطبق عليها المواصفات العالمية في التسير والتأطير.
ويؤكد خبراء التصرف في الموارد البشرية أن أول تحد تواجهه مؤسسة الإنتاج اليوم يتمثل في قدرة مواردها البشرية على كسب رهان الجودة والتأقلم مع المستجدات واستباق التغيرات والقدرة على التجديد والابتكار. 
وقد شهد المركز تذبذبا من حيث الموارد البشرية بشكل تدريجي من فترة لآخري خاصة في فترة في عشرية التسعينات وفي يومنا هذا تم تنصيب العديد من المناصب الخاصة بالأساتذة والعمال نذكر منها:
- منصب تقني سامي في الاعلام الالي.
- منصب كاتب.
- منصب حارسين متعاقدين.
- منصب عامل مهني مستوى 2
- منصب عامل مهني مستوى 1

أما مناصب الأساتذة:
- أستاذ التكوين المهني تخصص إعلام ألي.
- أستاذ التكوين المهني تخصص كهرباء.
- أستاذ التكوين المهني تخصص تلحيم.
- أستاذ التكوين المهني تخصص طلاء وتركيب الزجاج.
- أستاذ التكوين المهني تخصص المحاسبة.

ويشير الجدول التالي إلى تطور الموارد البشرية إلى غاية يومنا هذا:
| السنوات  | 1986 | 1991 | 1995 | 1999 | 2012 |
| -------- | ---- | ---- | ---- | ---- | ---- |
| الأساتذة | 08   | 15   | 20   | 22   | 18   |
| العمال   | 21   | 31   | 30   | 35   | 25   |

ويستفيد الأساتذة المعينون الجدد داخل المركز من المصاحبة والمواكبة والتتبع عن قرب من أجل تيسير اندماجهم المهني والتأكد من امتلاكهم للكفايات المهنية ومن توفر الاستعدادات النفسية والأخلاقية لديهم لمزاولة المهنة بضمير ومسؤولية.

## تطور التكوين داخل المركز
حقق المركز نجاحا هاما، لاسيما في مجال الإعلام الآلي وبعض التخصصات التطبيقية وبلغت أهم المؤشرات الكمية المتعلقة بالتكوين درجات جد متقدمة:
- بلغ معدل الالتحاق الإجمالي في مصلحة التكوين الاقامي في حدود 200 متربص في سبتمبر سنة 2012 بعدما كان معدل الالتحاق الإجمالي لايتجاوز 90 متربصا أما في مصلحة التمهين فقد بلغ في نفس السنة 70 متربص.
- يتراوح حجم الإنفاق على التكوين في كل سنة أكثر من ملياري سنتيم.

ومن المؤكد أن التطور الكمي والنوعي هو نتيجة الإصلاحات الناجعة لمنظومة التكوين المهني من خلال الاعتناء بالجودة والمردودية فباتت المنظومة تحتل مراتب متقدمة في تكوين المتربص وإدخاله عالم الشغل.
وتعزى هذه النتائج إلى أهم العوامل التالية:
- اعتماد منهجيات في التدريس تركز على التطبيق الآني للتمارين والأشغال التطبيقية وتعد المتربصيين إلى تملك كفايات التحليل والاعتماد على الذات والتخطيط وكل ما ينمي بناء الشخصية والتشبع بقيم العمل.
- اعتماد بيداغوجية تجعل من المتربص محور العملية التكوينية والتعليمية وتأكيد على ضرورة الاهتمام بالمتربص وبناء الفعل التربوي من أجله ولصالحه.
- هيكلة إدارية تعتمد على لامركزية في التسيير المركزية تمكّن المؤسسة إلى هامش من المبادرة والتجديد
- التجديد في البنية التحتية (مكتبة، ملعب...) مما توّلد عنه تجدد في إطار التدريس بالتكوين المستمر.
- التقييم كممارسة تهدف إلى تقييم مردود المنظومة التكوينية وتجديد مناهج التكوين.

ويلاحظ المتتبّع للتحوّلات التي تجدّ في كل يوم بطبيعة هذا التطور والذي يستعد المركز لمجابهتها ورفع تحدّيتها المستقبلية بإعطاء الأولوية في اهتماماتها للتكوين والتدريب المهني. وتدل المؤشرات أن مستقبل المؤسسة سيشكل مجالا من أهم مجالات التنافس بين المراكز من أجل احتلال المواقع الفاعلة في مجال التكوين والتحديات الاقتصادية والثقافية.
وقد تفاعل المركز مع احتياجات سوق العمل في مجال التمهين منذ تدشينه سنة 1983 وهو ما اقتضى وجود نظام معلومات جيد الأداء ويتصف بالشفافية ويقدم المساعدة على أخذ القرار لكافة المستخدمين في سوق العمل من مؤسسات الإنتاج ومؤسسات عمومية ذات طابع إداري ويمثل الجدول المرفق في الملحقات يبين تطور عدد المتربصين فيي نمطي الاقامي والتمهين داخل المركز:
وقد كانت الشراكة بين منظومة التكوين المهني ومؤسسات الإنتاج طيلة هذه السنوات فاعلة وتطرقت إلى جميع المراحل التي تمر بها العملية التدريبية. ويمكن تلخيصها في ما يلي:
- تشخيص حاجيات القطاعات الاقتصادية داخل دائرة سيدي علي وذلك من خلال تبادل المعلومات والقيام بدراسات مشتركة لتحديد حاجيات النشاطات الاقتصادية المرغوب في توفير المهارات لها. وتستغل في هذه العملية جميع المعطيات المتوفرة من خلال الدراسات التي تقوم بها جهات مختصة.
- إعداد برامج لمتابعة المتهنين، وتشارك مؤسسات الإنتاج في هذه العملية عن طريق العاملين ممن يحذقون المهن المستهدفة والاساتذة المتابعون كما يتم تطعيم أعمال المتابعة المشتركة للمتمهنين بالتوجيهات ودراسة نتائج المتكونين بالاتصال المباشر أو حتى يمكن أثراء المناهج التي يتم إعدادها وإعطائها البعد المستقبلي.
- المشاركة في تنفيذ العمليات التدريبية عن طريق التدريب المباشر بالمؤسسة المعنية بما يساعد على تكوين مهارات أقدر على الاندماج السريع في سوق العمل ومسايرة متطلبات أداء العمل بالمؤسسة الاقتصادية والتخفيض في كلفة التدريب (التأطير).
- التثبت من قدرة المؤسسة على توفير الظروف الملائمة لإكساب المتدربين الكفاءات المستهدفة وتأطيرهم عن طريق عملة مهرة أو أساتذة لهم القدرة على التبليغ إلى جانب حذقهم للمهنة المعنية. وأن لا تنساق المؤسسة وراء تحقيق أرقام مرتفعة في هذا المجال وأن تفضل النوعي على الكمي فليست كل الاقتصاديات قادرة على محاكاة النمط الألماني الذي بني على مدى قرون.
- المشاركة في تقييم مكتسبات المتكونين عن طريق المساهمة في لجان الامتحانات والإشراف على إعداد مشروعات ذات بعد تدريبي يمكن إدماجها بالمناهج التعليمية.

## المشاركة في التظاهرات والالمبياد المهنية
شارك المركز في العديد من التظاهرات والاولمبياد المهنية والتي تنتظم بشكل دوري وخلال الدورة الأخيرة التي تمت في شهر جوان من العام 2012 كانت نتائج جد مشجعة حيث احتل المركز مراتب متقدمة من بين العديد م ن المشاركات وقد احتل المتربص بلغشام لخضر تخصص حلاقة رجال مرتبة لابأس بها اهلته للمشاركة في التصفيات النهائية المقامة بالجزائر العاصمة.
وفي سنة 2010 شارك العديد من متربصي المركز في الالمبياد واسفرت نتائجها عن تأهل بعضهم كالمتربص درقاوي رفيق تخصص حلاقة رجال والمتربصة بلقاسم نصيرة تخصص طبخ جماعات.
وقد ساهم المركز في أحياء العديد من المناسبات والأعياد الوطنية بتخصيص هدايا معتبرة للمتفوقين ومحاضرات وكذا زيارات ميدانية كزيارة الأخيرة للمغارة التاريخية بأولاد رياح.

## نماذج نجاح من المركز
اما عن نماذج النجاح التي سجلناها على سبيل المثال لا الحصر كانت من فرع النجارة والخياطة والزجاج والمراة.

### النموذج الأول: الخياطة
- الآنسة: فتيحة بلحاجي
- السن: 30 سنة
- تاريخ الالتحاق بالتكوين: 2003
- تاريخ التخرج: 2005
- الحالة العائلية: /
- هي صاحبة محل سلسبيل الكائن بشارع 200 سكن منذ سنتين تقريبا، لقيت نجاحا في مهنتها يظهر ذلك من خلال الأعمال المعروضة بالمحل ومن خلال البومها الزاخر بالالبسة المنجزة، بدأت نشاطها التجاري مباشرة بعد حصولها على المحل في سنة 2010.

### النموذج الثاني
- السيد: مبرك علي
- السن: 40 سنة
- تاريخ الالتحاق بالتكوين: 1992
- تاريخ التخرج : 1993
- الحالة العائلية : رب عائلة

يعتبر مثالا على نجاح المتربص في مجال عمله، إذ إلى جانب تخصصه في المراة والزجاج فه ويجيد العمل الفني في انجاز مختلف الاطارات الخشبية والمعدنية كما لاحظنا ذلك بمحله الكائن بحي قرماط العيد.

### النموذج الثالث: نجارة الخشب
- السيد: بوصبع مصطفى
- السن : 45 سنة
- تاريخ الالتحاق بالتكوين : 1992
- تاريخ التخرج : 1993
- الحالة العائلية : رب عائلة
- الميزة: مما لاشك فيه ان نجارة الخشب تتطلب كفاءات مهنية وقدرات فنية لانجاز مختلف اللوازم والأثاث التي يحتاجها أي فرد في حياته اليومية، خاصة مع وجود المنافسة في هذا المجال وقد اخترنا السيد بوصبع مصطفى لاتقانه لعمله وتفانيه في تخصصه، فقد كان متربصا ناجحا وهو الآن حرفي ناجح. ويقع ورشته في حي قرماط العيد، كما يشارك بصفة مباشرة في تكوين متمهنين في هذا الاختصاص وكل هذا الاستثمار كان بدون دعم خارجي وانما بارادته الخالصة.

### النموذج الرابع: الحدادة
- السيد: بلوهة عبد القادر
- السن : 45 سنة
- تاريخ الالتحاق بالتكوين : 1992
- تاريخ التخرج : 1993
- الحالة العائلية : رب عائلة
- الميزة:

### النموذج الخامس: البناء
- السيد: بلقاسم لخضر
- السن : 50 سنة
- تاريخ الالتحاق بالتكوين : 1983
- تاريخ التخرج : 1984
- الحالة العائلية : رب عائلة
- الميزة: أول من سحب شهادة النجاح من المركز

يعمل حاليا بناء لدى أحد المقاولين بالمنطقة وقد صادفناه بمقر عمله باحدى ورشات البناء وتحدثنا عن مسيرته مع التكوين والتي يرى انها كانت مفيدة له ومرت السنين مثل البرق من سنة 1983 إلى يومنا هذا وهو متحصل على شهادة أخرى في التلحيم ويناشد السلطات مد يد العون له من أجل فتح ورشة للتلحيم.

## خلاصة
للنهوض بالتعليم والتكوين المهني لا بد من تلبية متطلبات من دونها لا يمكن الحديث عن منظومة متكاملة للتعليم والتكوين المهني. ولا يعني ذلك التقيد بمنهج معين أو نقل تنظيم نجح في بلدان أخرى، فلكل مجتمع خصائصه والنماذج المؤدية للنجاح متعددة. غير أن هذه الاعتبارات لا تمنع من توخي منهجية عامة توحد التفكير في إطار منسجم وملائم لمهام ووظائف التعليم التقني والتدريب المهني.
والخيط الناظم في هذا التوجه يقضي بتشخيص دقيق لمهام التدريب المهني وتحديد ملامح العلاقة بينه وبين احتياجات سوق العمل من المهارات، كما يجب أن يشمل هذا التشخيص العوامل الرئيسة المؤثرة في العملية التدريبية على مستوى المنظومة وعلى مستوى مختلف مراحل الأداء. ويمكن حصر أهم العوامل في النقاط التالية :
- منظومة للتدريب المهني تمتلك مقومات النجاح
- نظام معلومات حول سوق العمل جيد الأداء
- شراكة فاعلة بين منظومة التدريب المهني ومؤسسات الإنتاج
- الانسجام مع المواصفات العالمية والاقتراب منها

المراجع:
- أرشيف المؤسسة 1983 – 2013